# ريتشارد فيرنر
ريتشارد فيرنر (بالألمانية: Richard A. Werner)‏ هو اقتصادي ألماني، ولد في 5 يناير 1967 في ألمانيا.